# Abderrahmane Hammad
Abderrahmane Hammad Zaheer (in arabo عبدالرحمن حماد‎?; Dellys, 27 maggio 1977) è un ex altista e dirigente sportivo algerino.

## Biografia
Nel settembre 2020 è stato eletto presidente del Comitato Olimpico Algerino.

## Palmarès
| Anno | Manifestazione          | Sede         | Evento        | Risultato | Prestazione | Note                                     |
| ---- | ----------------------- | ------------ | ------------- | --------- | ----------- | ---------------------------------------- |
| 1996 | Mondiali juniores       | Sydney       | Salto in alto | 22º (q)   | 2,05 m      |                                          |
| 1998 | Campionati africani     | Dakar        | Salto in alto | Oro       | 2,21 m      |                                          |
| 1999 | Mondiali                | Siviglia     | Salto in alto | 10º       | 2,25 m      |                                          |
| 1999 | Giochi panafricani      | Johannesburg | Salto in alto | Argento   | 2,24 m      |                                          |
| 2000 | Campionati africani     | Algeri       | Salto in alto | Oro       | 2,34 m      | Record dei campionati                    |
| 2000 | Giochi olimpici         | Sydney       | Salto in alto | Bronzo    | 2,32 m      |                                          |
| 2001 | Mondiali                | Edmonton     | Salto in alto | 9º        | 2,20 m      |                                          |
| 2001 | Giochi del Mediterraneo | Tunisi       | Salto in alto | Oro       | 2,25 m      |                                          |
| 2002 | Campionati africani     | Tunisi       | Salto in alto | Oro       | 2,25 m      |                                          |
| 2003 | Mondiali                | Saint-Denis  | Salto in alto | 22º (q)   | 2,20 m      |                                          |
| 2004 | Giochi olimpici         | Atene        | Salto in alto | 15º (q)   | 2,25 m      | Miglior prestazione personale stagionale |
| 2007 | Giochi panafricani      | Algeri       | Salto in alto | Argento   | 2,24 m      |                                          |
| 2007 | Mondiali                | Osaka        | Salto in alto | 36º (q)   | 2,14 m      |                                          |

## Altre competizioni internazionali
1998
- 6º in Coppa del mondo ( Johannesburg), salto in alto - 2,10 m

2002
- Bronzo alla Grand Prix Final ( Parigi), salto in alto - 2,28 m
- 4º in Coppa del mondo ( Madrid), salto in alto - 2,15 m